# Michael Rosbash
Michael Morris Rosbash, född 7 mars 1944 i Kansas City, Missouri, USA, är en amerikansk genetiker och kronobiolog. Han är professor vid Brandeis University och utredare vid Howard Hughes Medical Institute.

## Biografi
Rosbash är son till judiska flyktingar, som lämnade nazistiska Tyskland 1938. Hans far var cantor, en person som inom judisk religion leder församlingen i bön. Familjen flyttade till Boston när han var två år gammal.
Ursprungligen var Rosbash intresserad av matematik men en grundkurs i biologi vid Caltech Institute of Technology (Caltech) och ett sommararbete vid Norman Davidsons laboratorium styrde honom mot biologisk forskning. Han tog examen vid Caltech 1965 i kemi och tillbringade ett år vid Institut de Biologie Physico-Chimique i Paris på ett Fulbrightstipendium. 
Rosbach avlade 1970 doktorsexamen i biofysik vid Massachusetts Institute of Technology. Efter att ha tillbringat tre år på ett postdoktoralt stipendium i genetik vid University of Edinburgh övergick han 1974 till fakulteten vid Brandeis University.
Rosbashs forskning handlade inledningsvis om metabolism och bearbetning av mRNA, den molekylära länken mellan DNA och protein. Efter att ha kommit till Brandeis samarbetade han med Jeffrey C. Hall och undersökte de genetiska influenserna på cirkadiska rytmer i den interna biologiska klockan. De använde Drosophila melanogaster för  att studera mönster av aktivitet och vila.
År 1984 kunde Rosbashs forskningsgrupp klona den första klockgenen period hos Drosophila och föreslog 1990 en negativ återkoppling för Transcription Translation för cirkadiska klockor. År 1998 upptäckte de cykelgenen, klockgenen och kryptokromfotoreceptorn hos Drosophila genom användningen av framåtgenetik, genom att först identifiera fenotypen av en mutant och sedan bestämma genetiken bakom mutationen. 
Under senare år har Rosbash arbetat med hjärnneuronella aspekter på cirkadiska rytmer. Sju anatomiskt distinkta neuronala grupper har identifierats som alla uttrycker kärnan av klockegenerna. mRNA:erna tycks emellertid uttryckas på ett cirkadiskt och neuronspecifikt sätt, som hans laboratorium har koncentrerat sig på, för att bestämma huruvida detta ger en länk till de distinkta funktionerna hos vissa neuronala grupper. Han har också undersökt effekterna av ljus på vissa neuronala grupper och har funnit att en undergrupp är ljuskänslig för ökande ljus (gryning) och en annan är ljuskänslig för minskande ljus (skymning). Gryningscellerna har visat sig främja uppvakning medan skymningscellerna främjar sömn.
Idag (2017) fortsätter Rosbash att undersöka mRNA-processen och de genetiska mekanismerna som ligger bakom cirkadiska rytmer.

## Hedersbetygelser
Rosbash invaldes 2003 till National Academy of Sciences. Tillsammans med Michael W. Young och Jeffrey C. Hall tilldelades han 2017 Nobelpriset i fysiologi eller medicin "för deras upptäckter av molekylära mekanismer som styr den cirkadiska rytmen".
Han har tidigare erhållit
- 12th Annual Wiley Prize i biomedicinska vetenskaper (2013)[7]
- Massry Prize (2012)[8]
- Kanada Gairdner International Award (2012)[9]
- Louisa Gross Horwitz Prize från Columbia University (2011)[10]
- Gruber Prize in Neuroscience (2009) [11]
- Aschoffs Rule (2008)[11]
- Caltech Distinguished Alumni Award (2001)[12]
- NIH Research Career Development Award (1976 - 1980)[11]